# Samugari (distrito)
Samugari é um distrito do peru, departamento de Ayacucho, localizada na província de La Mar.

## História
Em 16 de julho 2010 se crea o distrito de Samugari. Capital: Palmapampa.

## Alcalde
- 2011-2014: Heiser Alejandro Anaya Oriundo.

## Festas
- Carnavales.
- Santa Rosa.

## Transporte
O distrito de Samugari é servido pela seguinte rodovia:
- AY-101, que liga a cidade de Anco  ao distrito de Ayna [1][2][3]